# 江戸川区立第五葛西小学校
江戸川区立第五葛西小学校（えどがわくりつ だいごかさいしょうがっこう）は、東京都江戸川区北葛西2丁目にある公立小学校。

## 沿革
- 1971年（昭和46年）
  - 4月1日 - 第三葛西小学校の一部学区を分離し、江戸川区立第五葛西小学校として独立開校。
  - 7月14日 - 校章制定。
- 1972年（昭和47年）
  - 1月22日 - 校歌制定。
  - 3月11日 - 開校記念式典挙行。
  - 4月6日 - 体育館と特別教室4室完成。
  - 8月3日 - プール完成。
- 1976年（昭和51年）
  - 3月10日 - 校舎増改築完了（普通教室6室、特別教室3室）。
  - 3月31日 - 正門と校地外柵および校庭再舗装完成。
- 1980年（昭和55年）11月14日 - 開校十周年記念式典挙行。
- 1988年（昭和63年）8月30日 - 防球フェンス完成。
- 1990年（平成2年）
  - 10月2日 - 校舎窓枠アルミ化工事完了
  - 11月8日 - 開校二十周年記念式典挙行。
- 1991年（平成3年）5月13日 - 学童クラブ開設。
- 1993年（平成5年）11月1日 - 非常用放送設備工事完了。
- 1995年（平成7年）2月28日 - 飼育小屋新設。
- 1996年（平成8年）3月29日 - 校庭ダスト整備。
- 1999年（平成11年）6月4日 - 自動プールろ過機設置。
- 2001年（平成13年）10月31日 - 開校三十周年記念式典挙行。
- 2002年（平成14年）8月31日 - 敷石改修工事完了。
- 2004年（平成16年）4月1日 - すくすくスクール開設。
- 2005年（平成17年）8月31日 - 校舎耐震補強工事完了。
- 2006年（平成18年）9月15日 - 東特別教室側手洗所改修工事完了。
- 2007年（平成19年）4月20日 - 特別支援学級「けやき学級」開級。
- 2010年（平成22年）
  - 3月25日 - プール改修工事完了。
  - 11月6日 - 学校応援団、校地外柵塗装完了。
- 2011年（平成23年）11月1日 - 開校40周年記念式典挙行し、祝賀会開催。
- 2021年（令和3年）11月8日 - 開校50周年記念式典挙行[2]。

## 通学区域
出典
- 西葛西1丁目（1番～13番）
- 西葛西2丁目（4番～15番・22番・23番）
- 北葛西1丁目（1番～14番・20番～25番）
- 北葛西2丁目（全域）

## 進学先中学校
出典
- 江戸川区立葛西第二中学校 - 北葛西から通う児童の主な進学先
- 江戸川区立西葛西中学校 - 西葛西1丁目から通う児童の主な進学先
- 江戸川区立清新第一中学校 - 西葛西2丁目から通う児童の主な進学先

## アクセス
- 都営バス「臨海22」系統で、「宇喜田公園前」停留所下車後、学校北門まで、
  - 1番のりば（船堀駅前行）から、徒歩約450m・約7分。
  - 2番のりば（臨海車庫行）から、徒歩約430m・約7分。
- 都営地下鉄新宿線船堀駅より、
  - 南口から、徒歩で、約1.43km・約23分。
  - 上述の都営バス「臨海22」系統（臨海車庫行）で、「宇喜田公園前」停留所下車後、徒歩。
- 都営バス「新小21」系統で、「北葛西二丁目」停留所下車後、学校正門まで、
  - 1番のりば（新小岩駅行）から、徒歩約595m・約9分。
  - 2番のりば（西葛西駅行）から、徒歩約525m・約8分。
    - 東京都道308号千住小松川葛西沖線に出るルートを移動した場合。なお、「北葛西二丁目」停留所から学校敷地までは最短距離で約240mほどだが、道路と校門の位置関係で、大廻りとなる。

## 学校周辺
- 第五葛西小学校すくすくスクール - 同一建物内
- 江戸川区立宇喜田保育園 - 江戸川区道をはさんで、敷地が隣接。
- 江戸川区立宇喜田南児童遊園
- JKK東京（東京都住宅供給公社）宇喜田第二住宅
  - なお、JKK東京宇喜田第二住宅以外のマンション・アパートなどの住宅地が広がる。
- 亀井学園めぐみ幼稚園総合ホール
- 江戸川区北葛西コミュニティ会館
- 介護保健施設こでまり